# Urobarba
Urobarba is een geslacht van vlinders van de familie van de zakjesdragers (Psychidae).

## Soorten
- Urobarba exacta (Joannis, 1929)
- Urobarba longicauda (Warren, 1888)